# U-571
U-571 är en amerikansk krigsfilm från 2000 i regi av Jonathan Mostow. I rollerna ses bland andra Bill Paxton, David Keith, Matthew McConaughey, Harvey Keitel, Erik Palladino och Jon Bon Jovi.

## Handling
Filmen handlar om en amerikansk u-båtsbesättning i mitten av andra världskriget som ger sig ut på uppdrag, kamouflerad som en tysk u-båt, i jakt efter den tyska kodmaskinen Enigma. U-båten sänks sedan, och de övertar en riktig tysk ubåt och fortsätter uppdraget på Atlanten. Under resan träffar de på bland annat ubåtar och jagare.

## Rollista
| Matthew McConaughey    | – Lt. Andrew Tyler                |
| Bill Paxton            | – Lt. Cmdr. Mike Dahlgren         |
| Harvey Keitel          | – CPO Henry Klough                |
| Jon Bon Jovi           | – Lt. Pete Emmett                 |
| David Keith            | – Maj. Matthew Coonan             |
| Thomas Kretschmann     | – Capt.-Lt. Gunther Wassner       |
| Jake Weber             | – Lt. Hirsch                      |
| Jack Noseworthy        | – Seaman Bill Wentz               |
| Tom Guiry              | – Seaman Ted "Trigger" Fitzgerald |
| Will Estes             | – Seaman Ronald "Rabbit" Parker   |
| Terrence 'T.C.' Carson | – Steward Eddie Carson            |
| Erik Palladino         | – Seaman Anthony Mazzola          |
| Dave Power             | – Seaman Charles "Tank" Clemens   |
| Derk Cheetwood         | – Seaman Herb Griggs              |
| Matthew Settle         | – Ens. Keith Larson               |

## Om filmen
Filmen är regisserad av Jonathan Mostow som lite längre i framtiden regisserade Terminator 3 - Rise of the Machines. Filmen vann en Oscar för bästa ljudredigering och blev nominerad för bästa ljud. Filmen kritiserades för historieförfalskning då den utspelas 1941 dvs före USA gick med i andra världskriget.